# Leucania cryptargyrea
Leucania cryptargyrea là một loài bướm đêm trong họ Noctuidae.